# Gladsaxe
Gladsaxe est une municipalité du département de Copenhague, dans l'est de l'île de Seeland au Danemark.

## Géographie
La commune de Søborg est située dans la municipalité de Gladsaxe.

## Économie
- Novo Nordisk

## Jumelages
La ville de Gladsaxe est jumelée avec :
- Sutton (Royaume-Uni) ;
- Haabersti (Estonie) ;
- Pirkkala (Finlande) ;
- Gagny (France) depuis 1975 ;
- Kujalleq (Groenland) ;
- Apeldoorn (Pays-Bas) ;
- Taitō (Japon), un des 23 arrondissements spéciaux formant Tōkyō ;
- Split (Croatie) ;
- Ski (Norvège) ;
- Koszalin (Pologne) ;
- Paisley (Écosse) ;
- Solna (Suède) ;
- Charlottenburg-Wilmersdorf (Allemagne), le 4e arrondissement administratif (Bezirk) de Berlin ;
- Minden (Allemagne) ;
- Neubrandenbourg (Allemagne) ;
- Veszprém (Hongrie) ;
- Klagenfurt (Autriche).